# آرایه فیلتر رنگ

نمونه الگوریتم آرایه فیلتر رنگ

در عکاسی، یک آرایه فیلتر رنگ یا به اختصار CFA به انگلیسی Color Filter Array یا موزاییک فیلتر رنگ، موزاییکی از فیلترهای رنگی است که بر روی سنسورهای پیکسل از یک سنسور تصویری قرار داده می‌شود. تا اطلاعات رنگ را ثبت کند.
فیلترهای رنگی مورد نیاز هستند. زیرا فوتوسنسورهای معمولی شدت نور کم یا طول موج خاص را تشخیص می‌دهد و در نتیجه نمی‌تواند اطلاعات رنگ‌ها را مجزا کند.
. زیرا سنسورها از مواد نیمه هادی ساخته شده‌اند.